# Deren FC
Der FC Deren, auch bekannt als Deren Football Club, ist ein 2008 gegründeter mongolischer Fußballverein, der seit 2015 in der National Premier League spielt.

## Geschichte
Der Verein wurde ursprünglich als reine Jugendakademie gegründet. Um den Jugendlichen bessere Chancen auf eine spielerische Zukunftsperspektive auf nationalem Niveau zu bieten, wurde die Entscheidung getroffen, mit der Mannschaft auch am professionellen Spielbetrieb der oberen Ligen teilzunehmen.
Diese Ausrichtung wurde bis heute beibehalten und hat dem Verein zwischenzeitlich den Ruf als „Die Nationale Mannschaft“ eingebracht („Монголын баг“ bzw. „The Nationals’ Team“).

## Besonderheiten
Im Gegensatz zu den meisten anderen mongolischen Mannschaften, die vor allem ausländische Spieler für ihre Teams einkaufen und diese durch Einheimische ergänzen, baut der FC Deren den Kern seiner Senior-Mannschaften von der Jugend an auf.
Ebenso ist er der einzige Fußballverein in der Mongolei, der seine eigene Fußballinfrastruktur inklusive Vereinsheim und Trainingsplätze besitzt, und dank seiner vereinseigenen Traglufthalle nicht nur Sommers, sondern auch Wintertraining eigenständig durchführen kann. 
Zusätzlich baut der Club zurzeit ein Sporthotel mitsamt dazugehörigem Trainingsgelände direkt neben dem von der FIFA finanzierten Fullsize-Airdome (114 × 82 × 29 Meter) der Mongolian Football Federation im Aimag Töv, etwa 40 Kilometer außerhalb von Ulan Bator. Damit kann einzig der FC Deren ausländischen Fußballmannschaften Unterkunft und Trainingslager in der Mongolei anbieten.
Die neue Sportstätte wird voraussichtlich Frühjahr 2025 fertiggestellt.

## Erfolge
- Mongolischer Vizemeister: 2021, 2022/23
- Mongolischer Supercup-Sieger: 2022[4], 2023[5]

## Stadion

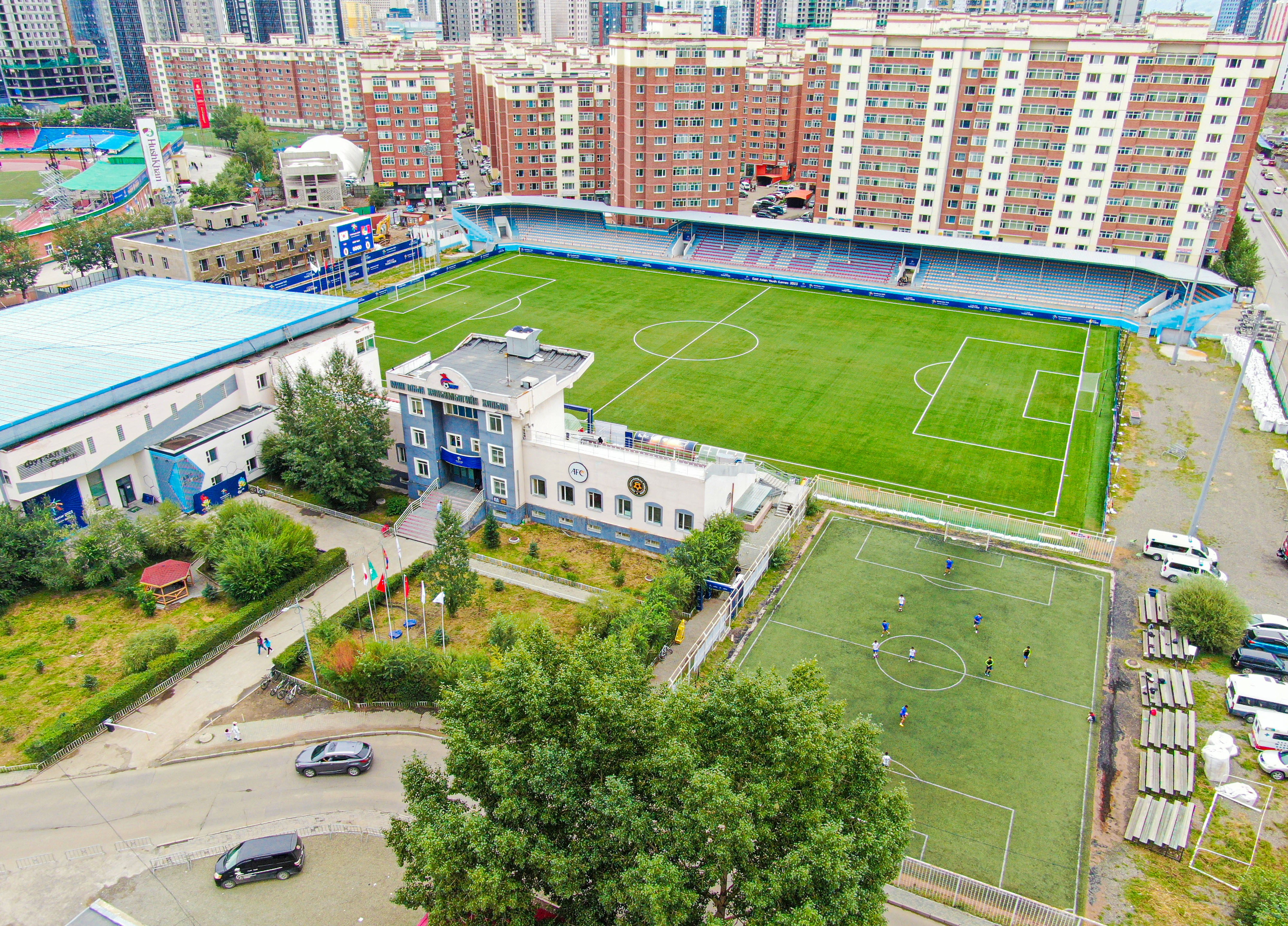
MFF Football Centre

Der Verein trägt seine Heimspiele aktuell im MFF Football Centre in Ulaanbaatar aus. Das 2006 eröffnete Stadion wurde 2013 durch FC Derens Mutterfirma „Deren Naran LLC“ in Zusammenarbeit mit einem niederländischen Partner modernisiert und bietet seither Platz für 5.000 Zuschauer.

## Saisonplatzierung
| Saison  | Liga                    | Level | Platz | Mongolia Cup     |
| ------- | ----------------------- | ----- | ----- | ---------------- |
| 2015    | National Premier League | 1     | 7.    |                  |
| 2016    | National Premier League | 1     | 5.    | 2. Platz         |
| 2017    | National Premier League | 1     | 4.    | Halbfinale       |
| 2018    | National Premier League | 1     | 5.    | Achtelfinale     |
| 2019    | National Premier League | 1     | 5.    | Viertelfinale    |
| 2020    | National Premier League | 1     | 6.    | Keine Austragung |
| 2021    | National Premier League | 1     | 2.    | Keine Austragung |
| 2021/22 | National Premier League | 1     | 4.    | Keine Austragung |
| 2022/23 | National Premier League | 1     | 2.    | Halbfinale       |
| 2023/24 | National Premier League | 1     | 3.    | Halbfinale       |
| 2024/25 | National Premier League | 1     | 4.    |                  |

## Trainerchronik
| Trainer                        | Nation                          | von               | bis                |
| ------------------------------ | ------------------------------- | ----------------- | ------------------ |
| Davor Berber                   | Serbien Bosnien und Herzegowina | 21. März 2010     | 30. Juni 2010      |
| Vojislav Bralušić              | Serbien                         | 1. Juli 2015      | 31. Dezember 2018  |
| Paulo Jorge Silva              | Portugal                        | 19. November 2019 | 17. Juni 2021      |
| Munkhbat Purevdorj             | Mongolei                        | 21. Juni 2021     | 30. November 2021  |
| Marek Fabula                   | Slowakei                        | 1. Februar 2022   | 20. November 2022  |
| Munkhbat Chimeddorj            | Mongolei                        | 16. Dezember 2022 | 30. Juni 2024      |
| Pedro Portela Pinto de Miranda | Portugal                        | 24. Januar 2024   | 09. September 2024 |

## Aktueller Kader
Stand: 22. Oktober 2024
| Nr. |          | Position | Name                      |
| --- | -------- | -------- | ------------------------- |
| 1   | Mongolei | TW       | Sereekhuu Batmagnai       |
| 2   | Mongolei | AB       | Tuvshinjargal Dulguun     |
| 3   | Mongolei | AB       | Bat-Erdene Uuganbat       |
| 6   | Mongolei | AB       | Ganbat Dulguun            |
| 8   | Mongolei | MF       | Baljinnyam Batmunkh       |
| 9   | Mongolei | MF       | Munkhsaikhan Munkhkhuslen |
| 10  | Mongolei | MF       | Tuvshinjargal David       |
| 11  | Japan    | ST       | Funami Yutaro             |
| 12  | Mongolei | AB       | Mönch-Orgil Orchony       |
| 15  | Mongolei | MF       | Gan-Erdene Erdenebat      |

| Nr. |           | Position | Name                        |
| --- | --------- | -------- | --------------------------- |
| 18  | Mongolei  | MF       | Altanchimeg Purevsuren      |
| 19  | Mongolei  | ST       | Tseveensuren Dalaitseren    |
| 20  | Mongolei  | ST       | Usukh-Ireedui Baatar        |
| 22  | Mongolei  | TW       | Jargalsaikhan Saikhanjargal |
| 23  | Mongolei  | AB       | Enkhbold Erkhembayar        |
| 24  | Mongolei  | MF       | Naranbat Anand              |
| 33  | Mongolei  | AB       | Naranbaatar Khashchuluun    |
| 37  | Korea Sud | AB       | Hwi-han Kim                 |
| 77  | Mongolei  | MF       | Enkhbayar Molor             |